# Индингилизи
«Индингилизи» (зулу Indingilizi) — эсватинская галерея искусств и ремёсел в городе Мбабане.

## История
Коммерческая галерея искусств и ремёсел «Индингилизи» основана в 1982 году Дори Ангус-Верхог.
Здание галереи украшено пятью большими фресками эсватинского художника Лукаса Мламбо, которые изображают церемонию танца тростника, и фонтаном.

## Деятельность
В галерее представлены, в том числе для продажи, произведения современного искусства, прикладного искусства и предметов коллекционирования Эсватини и других стран Африки. В фондах галереи — картины, скульптуры, этнические украшения и керамика, изделия из батика и мохера.
Среди авторов, чьи произведения представлены в галерее, — художник и скульптор Рэй Берман, художники Лукас Масье, Валентайн Масье, Лукас Мламбо, Джозеф Рвубусиси, Сирил Мафанга, гончар Остин Хлеза.
«Индингилизи» регулярно проводит выставки современных местных художников и изделий прикладного искусства из других африканских стран. Также в галерее есть постоянные экспозиции.